# Le Grand-Celland
Le Grand-Celland és un municipi francès situat al departament de la Manche i a la regió de Normandia. L'any 2007 tenia 520 habitants.

## Demografia

### Població
El 2007 la població de fet de Le Grand-Celland era de 520 persones. Hi havia 199 famílies de les quals 41 eren unipersonals (15 homes vivint sols i 26 dones vivint soles), 79 parelles sense fills i 79 parelles amb fills.
La població ha evolucionat segons el següent gràfic:
Habitants censats

### Habitatges
El 2007 hi havia 265 habitatges, 208 eren l'habitatge principal de la família, 30 eren segones residències i 27 estaven desocupats. 264 eren cases i 1 era un apartament. Dels 208 habitatges principals, 157 estaven ocupats pels seus propietaris, 49 estaven llogats i ocupats pels llogaters i 2 estaven cedits a títol gratuït; 14 tenien dues cambres, 40 en tenien tres, 54 en tenien quatre i 99 en tenien cinc o més. 165 habitatges disposaven pel capbaix d'una plaça de pàrquing. A 92 habitatges hi havia un automòbil i a 108 n'hi havia dos o més.

### Piràmide de població
La piràmide de població per edats i sexe el 2009 era:
| Homes | Edats   | Dones |
| ----- | ------- | ----- |
| 0     | 95 o +  | 0     |
| 0     | 90 a 94 | 8     |
| 0     | 85 a 89 | 4     |
| 0     | 80 a 84 | 8     |
| 8     | 75 a 79 | 4     |
| 16    | 70 a 74 | 20    |
| 8     | 65 a 69 | 8     |
| 12    | 60 a 64 | 20    |
| 4     | 55 a 59 | 4     |
| 12    | 50 a 54 | 8     |
| 16    | 45 a 49 | 20    |
| 24    | 40 a 44 | 16    |
| 20    | 35 a 39 | 24    |
| 24    | 30 a 34 | 20    |
| 20    | 25 a 29 | 0     |
| 12    | 20 a 24 | 12    |
| 8     | 15 a 19 | 24    |
| 20    | 10 a 14 | 24    |
| 4     | 5 a 9   | 16    |
| 0     | 0 a 4   | 20    |

## Economia
El 2007 la població en edat de treballar era de 315 persones, 247 eren actives i 68 eren inactives. De les 247 persones actives 236 estaven ocupades (123 homes i 113 dones) i 11 estaven aturades (3 homes i 8 dones). De les 68 persones inactives 31 estaven jubilades, 19 estaven estudiant i 18 estaven classificades com a «altres inactius».

### Ingressos
El 2009 a Le Grand-Celland hi havia 219 unitats fiscals que integraven 558 persones, la mediana anual d'ingressos fiscals per persona era de 15.888,5 €.

### Activitats econòmiques
Dels 11 establiments que hi havia el 2007, 1 era d'una empresa de fabricació d'altres productes industrials, 6 d'empreses de construcció, 2 d'empreses de comerç i reparació d'automòbils i 2 d'empreses de serveis.
Dels 5 establiments de servei als particulars que hi havia el 2009, 1 era una funerària, 2 fusteries i 2 lampisteries.
L'únic establiment comercial que hi havia el 2009 era una botiga de menys de 120 m².
L'any 2000 a Le Grand-Celland hi havia 58 explotacions agrícoles que ocupaven un total de 686 hectàrees.

## Equipaments sanitaris i escolars
El 2009 hi havia una escola elemental.

## Poblacions més properes
El següent diagrama mostra les poblacions més properes.